# Los locos del aire (película)
Los locos del aire (The Flying Deuces) es una comedia cinematográfica de 1939 dirigida por A. Edward Sutherland y con la actuación del dúo cómico formado por Laurel y Hardy.
Nora Bayes y Jack Norworth compusieron para la película la canción Shine On, Harvest Moon.	

## Argumento
Tras un desengaño amoroso, el joven Ollie decide alistarse en la legión extranjera y su amigo Stan, aunque cree que es un disparate, lo sigue. Al poco tiempo, descubren que ha sido una gran equivocación. No obstante, ya es demasiado tarde y sólo les queda una opción: desertar.

## Otros créditos
- Fecha de estreno: 3 de noviembre de 1939.
- Productora: Boris Morros Productions
- Distribuidora: RKO.
- Color: Blanco y negro
- Sonido: Western Electric Sound System
- Sonido: William A. Wilmarth
- Dirección artística: Boris Leven
- Montaje: Jack Dennis
- Asistentes de dirección: Robert Stillman y John London.